# Varzi
Varzi is een gemeente in de Italiaanse provincie Pavia (regio Lombardije) en telt 3515 inwoners (31-12-2004). De oppervlakte bedraagt 58,8 km², de bevolkingsdichtheid is 61 inwoners per km².
De volgende frazioni maken deel uit van de gemeente: Bognassi, Bosmenso, Casa Bertella, Castellaro, Cella, Monteforte, Nivione, Pietragavina, Rosara, Sagliano, Santa Cristina.

## Demografie
Varzi telt ongeveer 1726 huishoudens. Het aantal inwoners daalde in de periode 1991-2001 met 8,1% volgens cijfers uit de tienjaarlijkse volkstellingen van ISTAT.
| Jaar | Inwoneraantal |
| ---- | ------------- |
| 1991 | 3853          |
| 2001 | 3539          |

## Geografie
De gemeente ligt op ongeveer 316 m boven zeeniveau.
Varzi grenst aan de volgende gemeenten: Bagnaria, Fabbrica Curone (AL), Gremiasco (AL), Menconico, Ponte Nizza, Romagnese, Santa Margherita di Staffora, Val di Nizza, Valverde en Zavattarello.

## Externe link

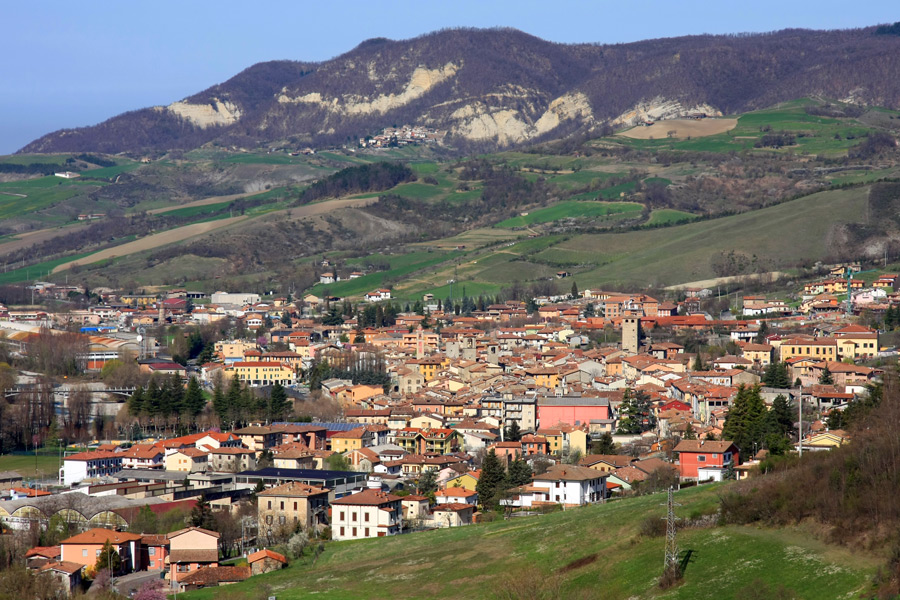
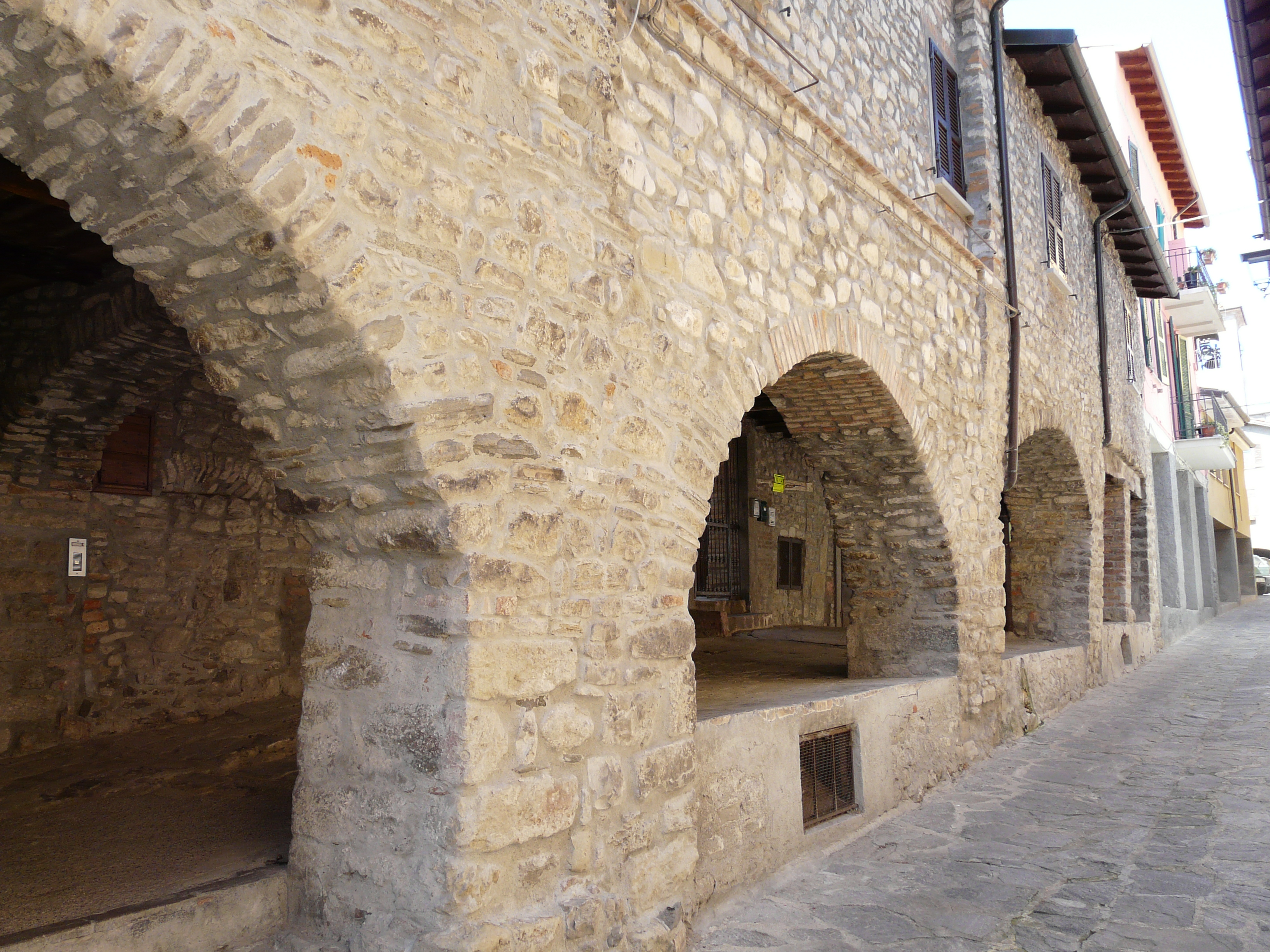
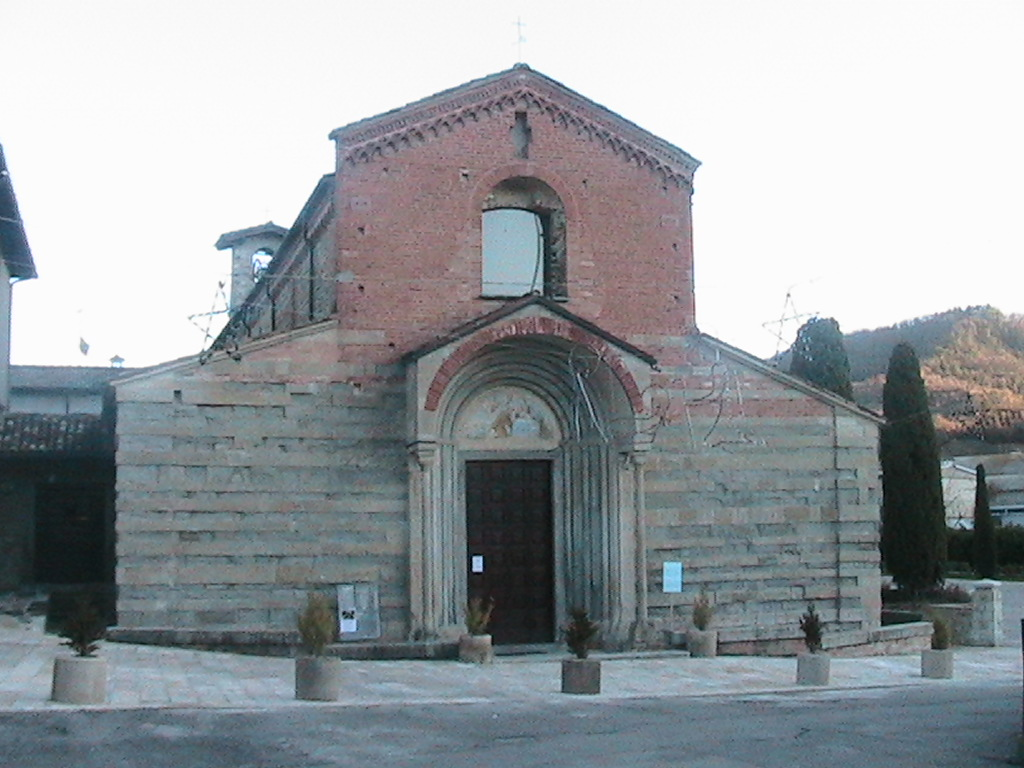
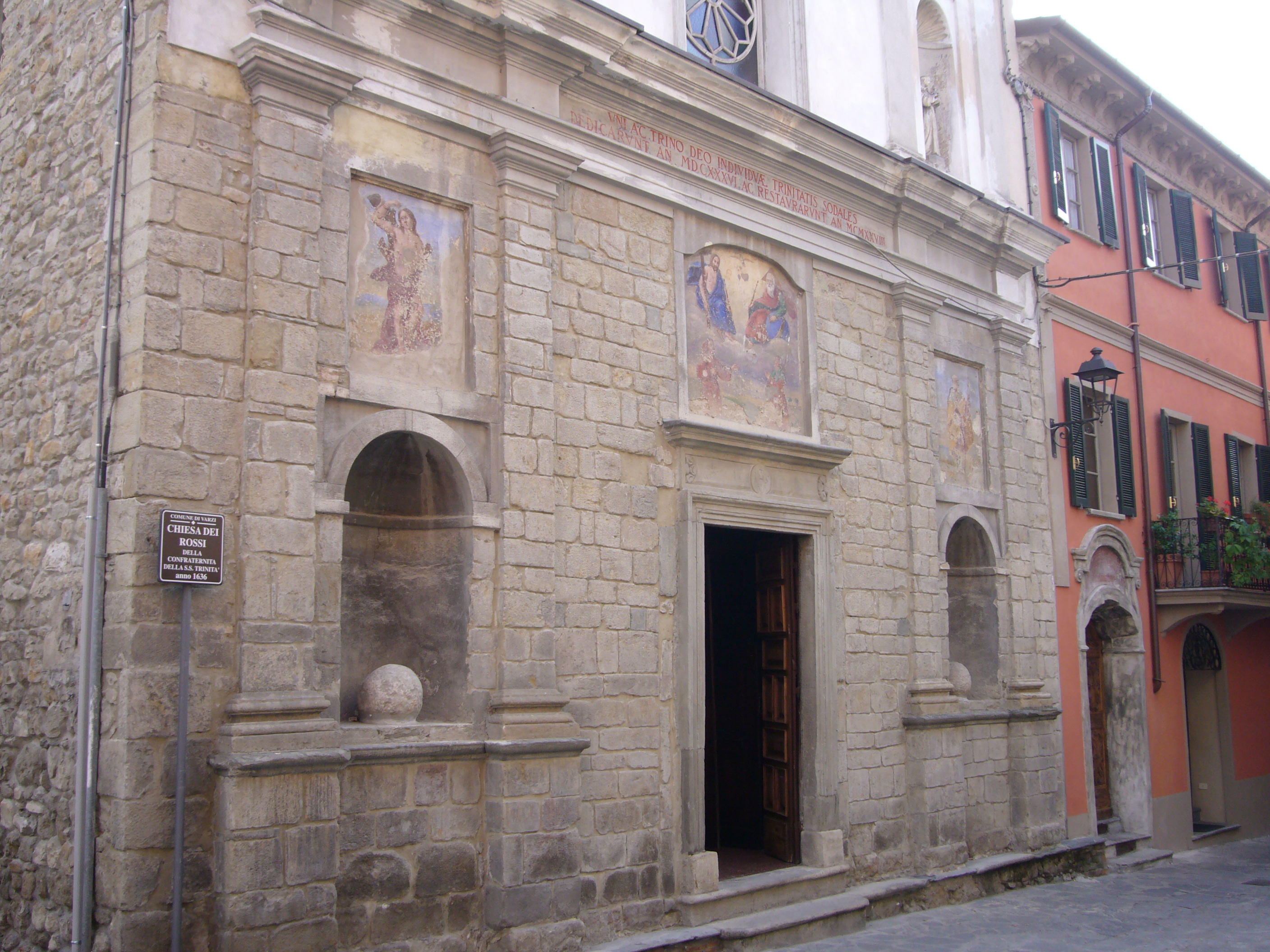
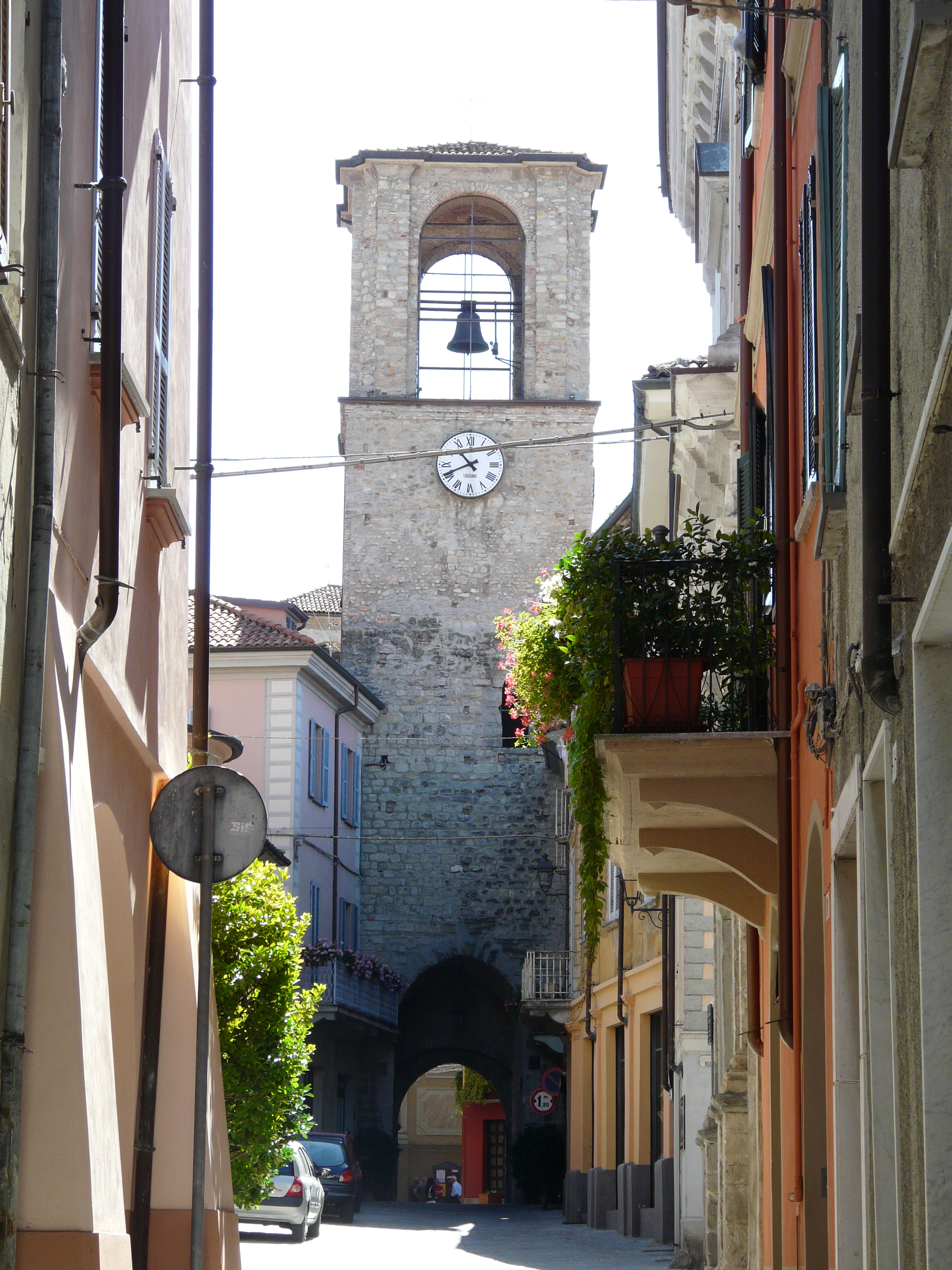
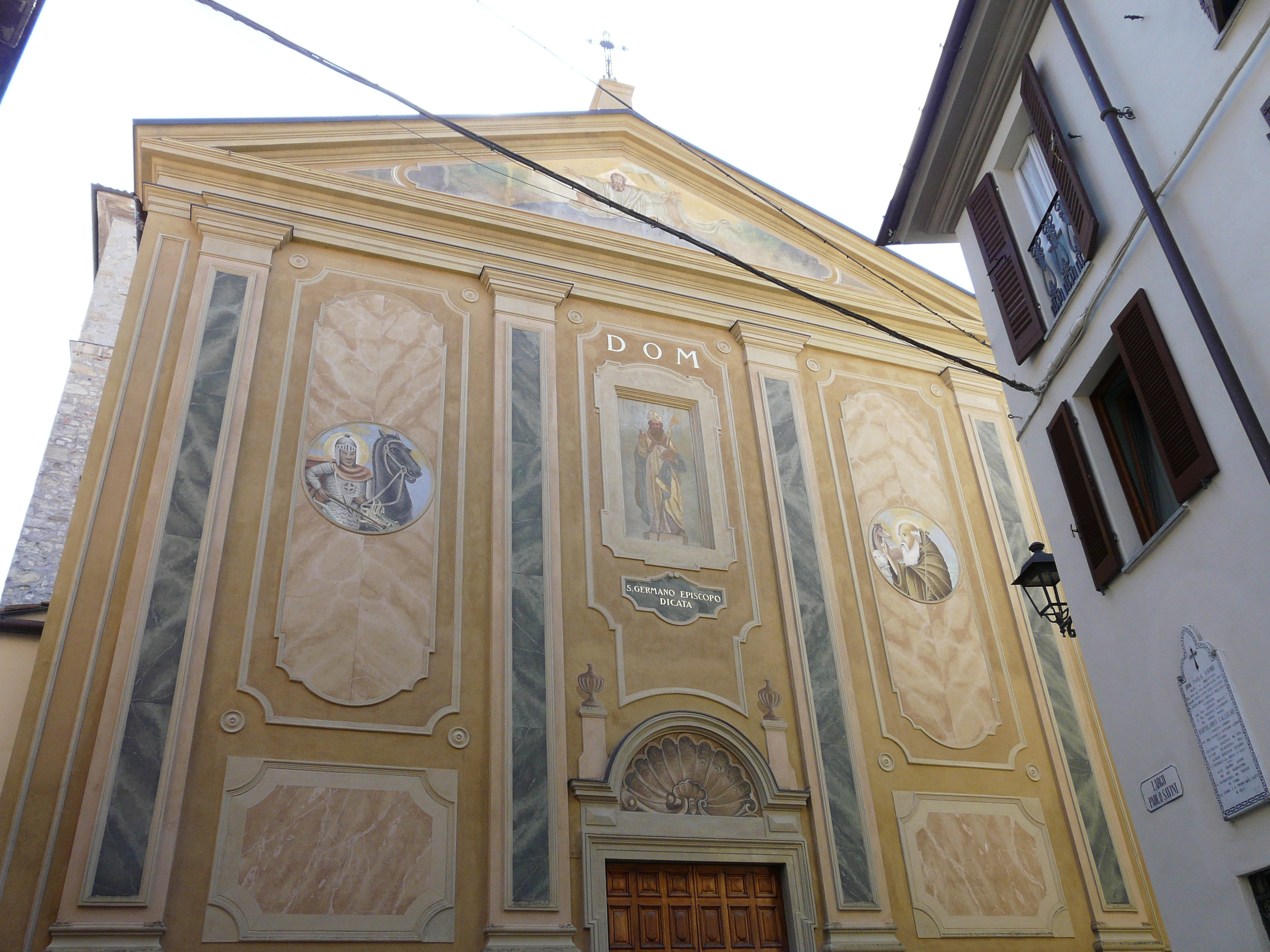
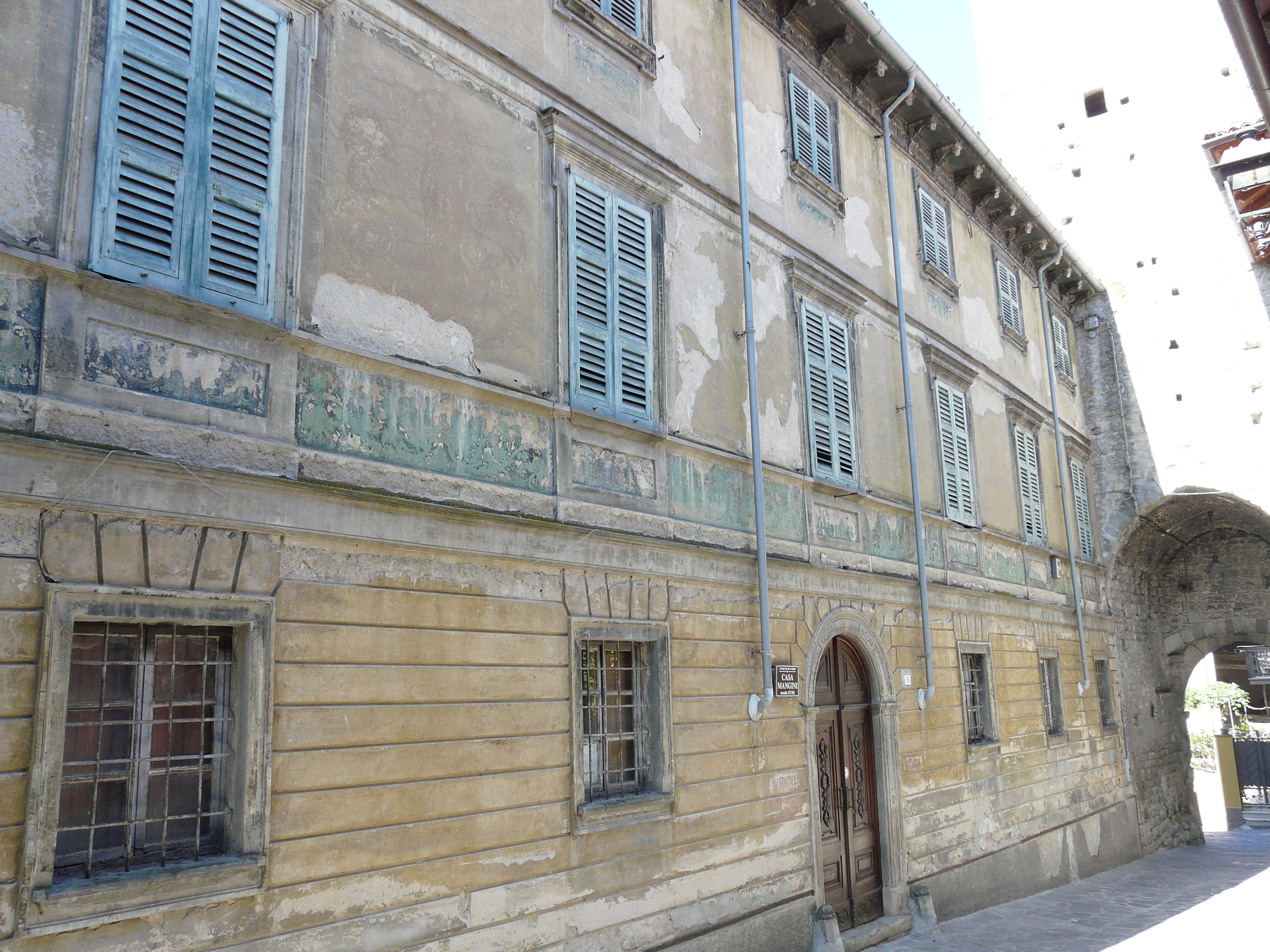